# Apoidea
Nadfamilija Apoidea je glavna grupa u okviru Hymenoptera, koja uključuje dve tradicionalno priznate loze, „sfekoidne“ ose i pčele. Molekularna filogenija pokazuje da su pčele nastale unutar tradicionalnih „Crabronidae”, tako da je grupisanje parafiletsko, a to je dovelo do reklasifikacije za proizvodnju monofiletskih porodica.

## Literatura
- Grimaldi, D.; Engel, M.S. (2005). Evolution of the Insects. Cambridge University Press. ISBN 978-0-521-82149-0.
- Michener, C.D. (2000). The Bees of the World. Johns Hopkins University Press.

## Spoljašnje veze
- All Living Things Images, identification guides, and maps of Apoidea.
- Solitary Bees Popular introduction to the Hymenoptera Apoidea.
- Fiori e Api d'Albore and Intoppa Flower visiting bees in Europe pdf. In Italian but excellent table with Latin names.
- Native Bees of North America